# Marcus Vettius Valens (Senator)
Marcus Vettius Valens (vollständige Namensform Marcus Vettius Marci filius Aniensis Valens) war ein im 2. Jahrhundert n. Chr. lebender römischer Politiker. Durch eine Inschrift, die in Ariminum gefunden wurde, sind einzelne Stationen seiner Laufbahn bekannt. Seine Laufbahn ist in der Inschrift in aufsteigender Reihenfolge wiedergegeben.
Valens verdankt seinen Aufstieg in den Senatorenstand vermutlich eher Hadrian (117–138) als Trajan (98–117). Sein erstes bekanntes Amt war Quaestor in der Provinz Macedonia. Danach wurde er quaestor plebis. Anschließend wurde er zum sevir equitum Romanorum gewählt. Seine darauf folgenden Ämter waren Praetor, Legatus 6des Statthalters in der Provinz Narbonensis und iuridicus des Statthalters in Britannia. Valens scheint seine Aufgaben in Britannien sehr gut erledigt zu haben, denn er wird in der Inschrift als Patron der Provinz bezeichnet.
Als nächste Aufgabe wurde ihm als Legatus legionis die Leitung der Legio XV Apollinaris in 
Kappadokien übertragen. In dieser Funktion ist er auch durch Arrians Werk Ἔκταξις κατὰ Ἀλάνοον belegt, das den Feldzug gegen die Alanen um 135 (bzw. 137) schildert; Arrian nennt ihn Οὐάλες und bezeichnet ihn als Kommandeur (ἡγεμών) der Legion. Im Jahr 141 bekleidete Valens zusammen mit Tiberius Claudius Saturninus das Suffektkonsulat.
Sein gleichnamiger Vater ist durch eine Inschrift belegt, die ebenfalls in Ariminum gefunden wurde. Ein weiterer Vorfahr war Marcus Vettius Valens, dessen Laufbahn durch eine Inschrift belegt ist.